# Марьина Гора (Пушкинский район)
Марьина Гора — деревня в Пушкинском районе Московской области России, входит в состав сельского поселения Ельдигинское. Население — 47 чел. (2010).

## География
Расположена на севере Московской области, в западной части Пушкинского района, примерно в 10 км к северо-западу от центра города Пушкино и 22 км от Московской кольцевой автодороги, на левом берегу реки Вязи, впадающей в Пестовское водохранилище системы канала имени Москвы.
В 8 км к востоку — линия Ярославского направления Московской железной дороги, в 10 км к востоку — Ярославское шоссе М8, в 7 км к северу — Московское малое кольцо А107. В деревне одна улица — Луговая, приписано садоводческое товарищество. Ближайшие населённые пункты — деревня Раково, село Тишково и посёлок санатория «Тишково», ближайшая железнодорожная станция — платформа Правда.

## Население
| 1852 | 1859 | 1890 | 1899 | 1926 | 2002 | 2006 |
| ---- | ---- | ---- | ---- | ---- | ---- | ---- |
| 60   | ↗74  | ↗82  | ↗89  | ↗147 | ↘44  | ↘42  |
| 2010 |      |      |      |      |      |      |
| ↗47  |      |      |      |      |      |      |

## История
В середине XIX века деревня относилась ко 2-му стану Московского уезда Московской губернии и принадлежала статской советнице В. И. Топоровой, в деревне было 9 дворов, крестьян 25 душ мужского пола и 35 душ женского.
В «Списке населённых мест» 1862 года — владельческая деревня 2-го стана Московского уезда по левую сторону Ольшанского тракта (между Ярославским шоссе и Дмитровским трактом), в 30 верстах от губернского города и 12 верстах от становой квартиры, при реке Вязи, с 12 дворами и 74 жителями (37 мужчин, 37 женщин).
По данным на 1899 год — деревня Марфинской волости Московского уезда с 89 жителями.
В 1913 году — 17 дворов.
По материалам Всесоюзной переписи населения 1926 года — деревня Тишковского сельсовета Пушкинской волости Московского уезда в 3,5 км от Чапчиковского шоссе и 11,5 км от станции Пушкино Северной железной дороги, проживало 147 жителей (72 мужчины, 75 женщин), насчитывалось 26 крестьянских хозяйств.
С 1929 года — населённый пункт в составе Пушкинского района Московского округа Московской области. Постановлением ЦИК и СНК от 23 июля 1930 года округа как административно-территориальные единицы были ликвидированы.
Административная принадлежность
1929—1930, 1934—1954, 1965—1994 гг. — деревня Тишковского сельсовета Пушкинского района.
1930—1934 гг. — деревня Тишковского сельсовета Зелёного города.
1954—1957 гг. — деревня Алёшинского сельсовета Пушкинского района.
1957—1959 гг. — деревня Алёшинского сельсовета Мытищинского района.
1959—1961 гг. — деревня Степаньковского сельсовета Мытищинского района.
1961—1963 гг. — деревня Тишковского сельсовета Мытищинского района.
1963—1965 гг. — деревня Тишковского сельсовета Мытищинского укрупнённого сельского района.
1994—2006 гг. — деревня Тишковского сельского округа Пушкинского района.
С 2006 года — деревня сельского поселения Ельдигинское Пушкинского муниципального района Московской области.